# Panos Cosmatos
Panos Cosmatos (Roma, 1974) é um cineasta e roteirista italiano.